# Veľký Krtíš
Veľký Krtíš (do 1927 Veľký Krtýš, węg. Nagykürtös) – miasto powiatowe w południowej Słowacji, w historycznym regionie Novohrad; 13 tys. mieszkańców (2011). 
W mieście rozwinął się przemysł maszynowy oraz winiarski.